# Tione (astronomia)
Tione (dal greco Θυώνη), o Giove XXIX, è un satellite naturale irregolare del pianeta Giove.

## Scoperta
Il satellite è stato scoperto nel 2001 da un gruppo di astronomi dell'Università delle Hawaii guidato da Scott S. Sheppard.
Al momento della scoperta ha ricevuto la designazione provvisoria S/2001 J 2.

## Denominazione
Nell'agosto 2003, l'Unione Astronomica Internazionale (IAU) gli ha assegnato la denominazione ufficiale che fa riferimento a Tione, nella mitologia greca conosciuta anche come Semele, che ha avuto una relazione amorosa con Zeus dalla quale nacque Dioniso.

## Parametri orbitali
Tione è caratterizzato da un movimento retrogrado ed appartiene al gruppo di Ananke, composto da satelliti retrogradi ed irregolari che orbitano attorno a Giove ad una distanza compresa fra 19,3 e 22,7 milioni di chilometri, con una inclinazione orbitale pari a circa 150°.
Il satellite ha un diametro di circa 4 km e orbita attorno a Giove in 603,58 giorni, a una distanza media di 21,605 milioni di km, con un'inclinazione di 147,28° rispetto all'eclittica (146,93° rispetto al piano equatoriale del pianeta), con un'eccentricità orbitale di 0,2526. La sua velocità di rotazione orbitale è di 2,43 km/s.